# 3 февраля
3 февраля — 34-й день года  по григорианскому календарю.
До конца года остаётся 331 день (332 дня в високосные годы).
До 15 октября 1582 года — 3 февраля по юлианскому календарю, с 15 октября 1582 года — 3 февраля по григорианскому календарю.
В XX и XXI веках соответствует 21 января по юлианскому календарю.

## Праздники и памятные дни
См. также: Категория:Праздники 3 февраля

### Национальные
- Вьетнам — День основания коммунистической партии
- Мозамбик — День героев
- Сан-Томе и Принсипи — День павших
- США — День четырёх капелланов
- Таиланд — День ветеранов
- Япония — Сэцубун

### Религиозные

#### Католицизм
- Память Власия Севастийского;
- память святого епископа Ансгара;
- память святой Маргариты Английской[англ.] (1192);
- память святого Гаделина;
- память святых дев Цельсы и Ноны[англ.];
- память святой Берлинды Мербекской[англ.];
- память святой Анн-Мари Ривье.

#### Православие[2]
- Память Ктиторской (IV) и именуемой «Отрада», или «Утешение» (807), Ватопедских икон Божией Матери;
- память преподобного Максима Грека (1556);
- память мученицы Агнии девы (ок. 304);
- память мученика Неофита Никейского (ок. 303—305);
- память мучеников Валериана, Кандида, Евгения и Акилы[3]
- память преподобного Максима исповедника (662);
- память преподобного Анастасия Римского, Константинопольского исповедника (662);
- память преподобного Неофита Ватопедского (XIV);
- память священномученика Илии Березовского, пресвитера (1938).

### Именины
- Католические: Берлинда, Блейз, Гаделин, Келс, Маргарита, Нон, Оскар
- Православные: Агнесса, Акила, Анастасий, Анна, Валерьян, Евгений, Иван, Илья, Кандид, Максим, Неофит, Тимофей, Феодосий

## События
См. также: Категория:События 3 февраля

### До XIX века
- 301 — регент Сыма Лунь сверг и отправил в изгнание императора Хуэй-ди (290—301 и 301—307), провозгласив себя императором Западной Цзинь (до 31 мая 301).
- 382 — император восточной части Римской империи, Феодосий, поселил во Фракии готов, в качестве римских федератов.
- 1014 — Харальд Свенсон стал королём Дании.
- 1377 — Война восьми святых: при взятии города Чезена войсками Роберта Женевского было убито около 4 тысяч человек.
- 1451 — Мехмед II Фатих во второй раз стал султаном Османской империи.
- 1488 — Бартоломеу Диаш достиг южной оконечности Африки, мыса Доброй Надежды.
- 1509 — Португало-мамлюкская морская война: битва при Диу — морское сражение, которое привело к созданию Португальской Индии.
- 1565 — русский царь Иван Грозный учредил опричнину.
- 1637 — тюльпаномания в Нидерландах. Число продающих луковицы тюльпанов превысило число покупающих. Началась биржевая паника; всего за одну ночь тысячи голландцев были разорены.
- 1781 — Война за независимость США: захват Синт-Эстатиус. Британцы силами армии и флота под командованием генерала Джона Вогана и адмирала Джорджа Родни захватили принадлежащий голландцам карибский остров Синт-Эстатиус.
- 1783 — Война за независимость США: Испания признала независимость США.

### XIX век
- 1807 — битва при Бергфриде.
- 1813 — Война за независимость Аргентины: армия Хосе де Сан-Мартина разбила испанцев в битве при Сан-Лоренцо[англ.].
- 1826 — Александр Грибоедов арестован по подозрению в причастности к восстанию декабристов.
- 1830 — три «великих державы» Европы — Российская империя, Великобритания и Франция — подписали Лондонский протокол, признав таким образом независимость Греции от Османской империи.
- 1852 — Уругвайская война: бразильско-уругвайская коалиция одержала победу над аргентинской армией в битве под Касеросом.
- 1867 — Муцухито стал императором Японии (император Мэйдзи).
- 1870 — вступила в силу 15 поправка к Конституции США, которая прямо запрещала ограничение активного избирательного права по признаку расы, цвета кожи или в связи с прежним положением раба.

### XX век
- 1910 — завершилась «Юбилейная» экспедиция Арсеньева (1908—1910) — третья и самая масштабная из так называемых Сихотэ-Алиньских экспедиций В. К. Арсеньева.
- 1920 — в РСФСР образовано Государственное хранилище ценностей (Гохран).
- 1925 — из Большого театра СССР впервые транслировалась радиопостановка оперы «Князь Игорь» Бородина А. П. С этого дня началась регулярная трансляция спектаклей из театров Москвы.
- 1930 — Хо Ши Мином и другими эмигрантами в Китае на конференции в Гонконге основана Коммунистическая партия Вьетнама, в результате объединения Индокитайской коммунистической партии и Коммунистической партии Аннама, а также некоторых членов Индокитайской коммунистической лиги.
- 1931 — землетрясение в Хокс-Бей произошло на Северном острове Новой Зеландии в 10:47 утра по местному времени. В результате землетрясения погибли 256 человек, а региону Хокс-Бей был нанесён значительный материальный ущерб. На конец 2012 года это землетрясение оставалось самым смертоносным стихийным бедствием в Новой Зеландии.
- 1939 — «Скрещённые стрелы» взорвали Большую синагогу в Будапеште.

- 1943

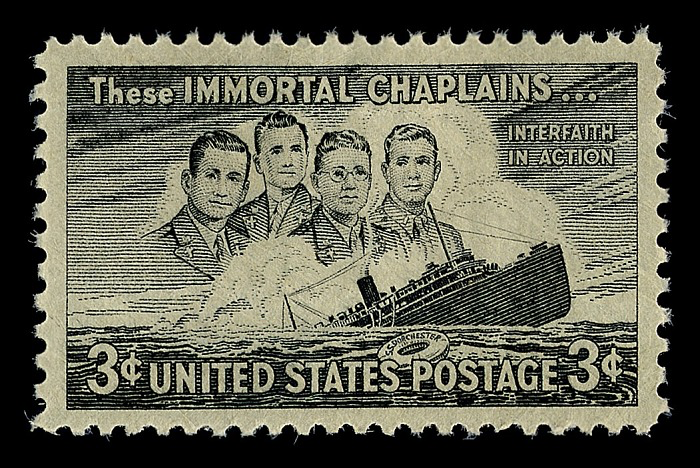
Марка, посвящённая четырём капелланам, 1948

  - Американский военный транспорт USAT Dorchester[англ.] был потоплен немецкой подводной лодкой. Спаслись 230 из 902 находящихся на борту людей. Героическое поведение четырёх священников (методист, раввин, католик и реформист) привело к установлению Гарри Трумэном дня памяти четырёх капелланов и учреждению «медали Четырёх капелланов[англ.]».
  - Началась высадка десанта под командованием Цезаря Куникова на Малую Землю (г. Новороссийск). Бои длились 225 дней, в результате город был освобождён, немецким войскам был перекрыт путь на Кавказ.
- 1944
  - Ленинградско-Новгородская операция: войска 2-й ударной армии Ленинградского фронта вышли на реку Нарву, форсировали её, захватили два плацдарма на её левом берегу в районе города Нарва и начали бои за их расширение. Советские войска вступили на территорию Эстонской ССР.
  - Тихоокеанский театр военных действий Второй мировой войны, Гилберта-Маршалловская операция: победой американцев закончилась битва за Кваджелейн.
- 1945
  - Завершилась Висло-Одерская операция 1-го Белорусского (командующий — маршал Советского Союза Георгий Жуков) и 1-го Украинского (командующий — маршал Советского Союза Иван Конев) фронтов, проходившая с 12 января по 3 февраля 1945 г.
  - Начались боевые действия 1-го Белорусского фронта по удержанию и расширению плацдарма на реке Одер в районе города Кюстрин, продолжавшиеся до 30 марта 1945 года.
  - Произошло восстание узников 20-го блока в концентрационном лагере Маутхаузен.
  - Тихоокеанский театр военных действий Второй мировой войны: началась битва за Манилу.
- 1950 — основан Медицинский университет в Белостоке (Польша).
- 1958 — в Гааге подписан договор о создании Бенилюкса, экономического союза Бельгии, Нидерландов и Люксембурга.
- 1959
  - В авиакатастрофе в штате Айова погибли восходящие звёзды рок-н-ролла Ричи Валенс, Биг Боппер и Бадди Холли. День их гибели вошёл в историю как «День, когда умерла музыка».
  - В Нью-Йорке произошла крупная катастрофа самолёта Lockheed L-188 Electra. Погибли 65 человек.
  - Инцидент с Boeing 707 над Атлантикой.
- 1961 — с крестьянского восстания[англ.] в провинции Байша-де-Кассанже в Анголе началась война за независимость Анголы (часть колониальной войны Португалии).
- 1966 — АМС «Луна-9», запущенная 31 января, впервые в мире осуществила посадку на поверхность Луны в районе Океана Бурь и передала первую лунную фотопанораму.
- 1969 — Ясир Арафат на Палестинском национальном конгрессе в Каире избран лидером Организации освобождения Палестины, сменив Ахмеда Шукейри.
- 1972
  - В Саппоро открылись XI зимние Олимпийские игры.
  - Метель в Иране привела к гибели 4000 человек[4].
- 1976 — столица Мозамбика была переименована из Лоуренсу-Маркеш в Мапуту.
- 1977 — военный переворот в Эфиопии. Председатель Дерга Тэфэри Бенти был расстрелян вместе с шестью своими сторонниками во время заседания Дерга. К власти пришёл подполковник Менгисту Хайле Мариам, по некоторым данным лично расстреляв генерала Бенти и его сторонников на заседании Дерга из пулемёта.
- 1989 — диктатор Парагвая Альфредо Стресснер свергнут в результате военного переворота своим зятем, генералом Андресом Родригесом.
- 1991 — прекратила своё существование Итальянская коммунистическая партия.
- 1994
  - Верховная рада Украины ратифицировала в полном объёме Договор о сокращении и ограничении стратегических наступательных вооружений (СНВ-1).
  - В Польше прекращено производство автомобилей под маркой Nysa.
  - Первый полёт российского космонавта на американском космическом корабле был совершён Сергеем Крикалёвым на шаттле «Дискавери», в рамках космического полёта STS-60.
  - Подписан Договор о дружбе, добрососедстве и сотрудничестве между Российской Федерацией и Грузией.

### XXI век
- 2005 — 104 человека погибли в авиакатастрофе афганского «Boeing 737» в горах Памира.
- 2008
  - Коалиция Союз за Монако одержала победу на Парламентских выборах в Монако.
  - Президент Сербии Борис Тадич одержал победу во втором туре президентских выборов.
- 2009 — катастрофа Ми-24 в Пугачёве.
- 2010
  - Президент Греции Каролос Папульяс переизбран парламентом на второй президентский срок.
  - Сергей Фурсенко возглавил Российский футбольный союз.
- 2014 — стрельба в московской школе № 263. Ученик 10-го класса расстрелял учителя и двоих полицейских. Это первый случай стрельбы в школах в России.

## Родились
См. также: Категория:Родившиеся 3 февраля

### До XVIII века

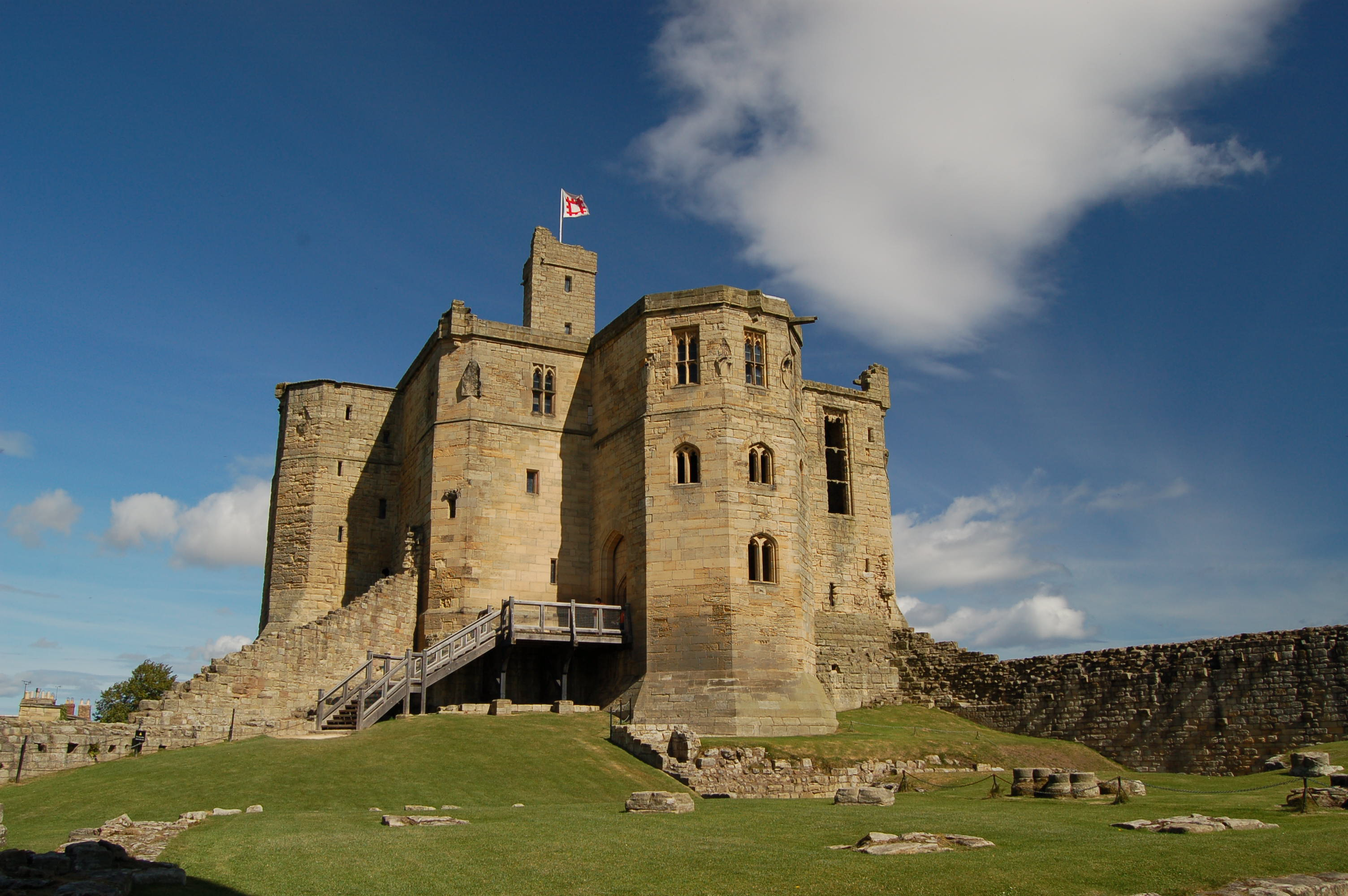
Замок Уоркуэрт,
резиденция семьи
Перси, графов Нортумберленд

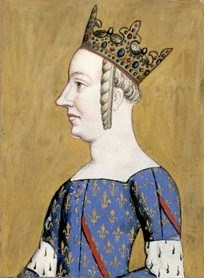
Жанна де Бурбон

- 1338 — Жанна де Бурбон (ум. 1378), супруга короля Франции Карла V Мудрого.
- 1394 — Генри Перси, 2-й граф Нортумберленд (ум. 1455), английский дворянин, полководец в годы войны Алой и Белой розы.
- 1567 — Анна Мария Бранденбургская (ум. 1618), принцесса Бранденбургская, в замужестве — герцогиня Померанская.
- 1641 — Кристиан Альбрехт (ум. 1695), герцог Гольштейн-Готторпский и князь-епископ Любекский.
- 1677 — Ян Сантини (Джованни Бьяджо Сантини; ум. 1723), чешский архитектор итальянского происхождения, оригинальный интерпретатор стиля барокко в Центральной Европе.
- 1689 — Блас де Лесо (ум. 1741), адмирал, крупный стратег испанского военно-морского флота.
- 1690 — Ричард Роулинсон (ум. 1755), английский священник, историк и антиквар, завещавший собранную им коллекцию старинных книг и рукописей Бодлианской библиотеке Оксфордского университета.

### XVIII век

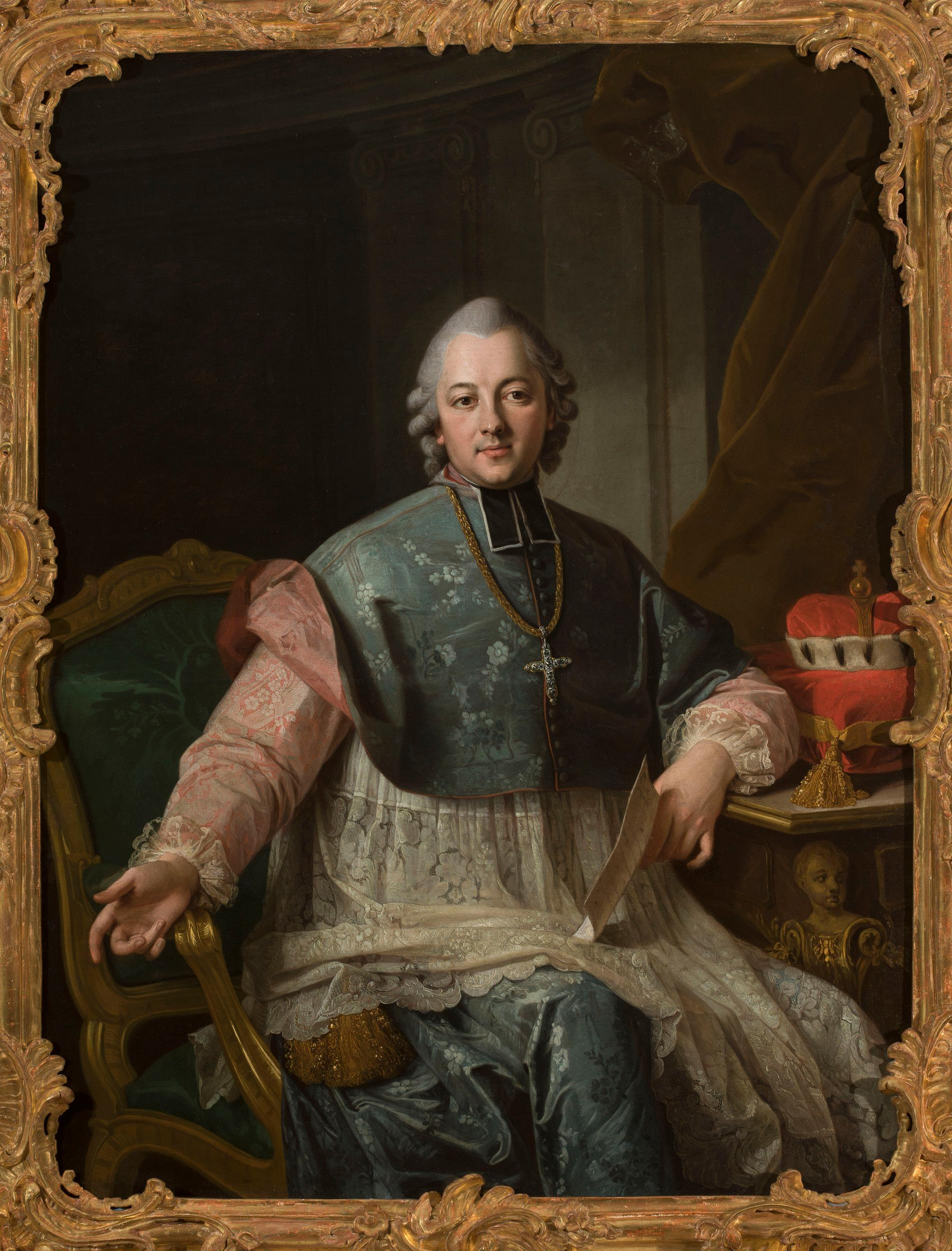
Граф Игнацы Красицкий, 1767

- 1702 — Михаэль Адельбульнер (ум. 1779), немецкий математик, физик и астроном.
- 1711 — Омар Али Сайфуддин I (ум. 1795), султан Брунея, правивший в 1740—1778 годах.
- 1721 — Фридрих Вильгельм фон Зейдлиц-Курцбах (ум. 1773), прусский военачальник, барон, командующий кавалерией армии Фридриха Великого.
- 1735 — граф Игнацы Красицкий (ум. 1801), польский поэт, драматург и публицист эпохи Просвещения, деятель католической церкви Польши.
- 1736 — Иоганн Георг Альбрехтсбергер (ум. 1809), австрийский композитор, органист, музыковед и музыкальный педагог.
- 1757 — Константин Франсуа Вольней (ум. 1820), французский просветитель, философ, учёный-ориенталист, политик.
- 1759 — Иоганн Мария Филипп Фримон (ум. 1831), австрийский генерал от кавалерии, правитель Ломбардии и Венеции (1825—1831), председатель военного совета Австрийской империи.
- 1774 — Карл Брандан Мольвейде (ум. 1825), немецкий математик и астроном.
- 1775 — Луи-Франсуа Лежен (ум. 1848), французский живописец и генерал, участник Наполеоновских войн, мэр Тулузы.
- 1777 — Джон Чейн (ум. 1836), британский военный врач, по имени которого назван симптом — «дыхание Чейна — Стокса».
- 1786 — Вильгельм Гезениус (ум. 1842), немецкий востоковед, гебраист, исследователь Библии.
- 1790 — Гидеон Мантелл (ум. 1852), английский акушер, геолог и палеонтолог.
- 1795 — Антонио Хосе де Сукре (убит в 1830), один из лидеров войны за независимость испанских колоний, Великий Маршал Перу, второй президент Боливии (1826—1828).
- 1799 — Омар Али Сайфуддин II (ум. 1852), султан Брунея (1828—1852).

### XIX век

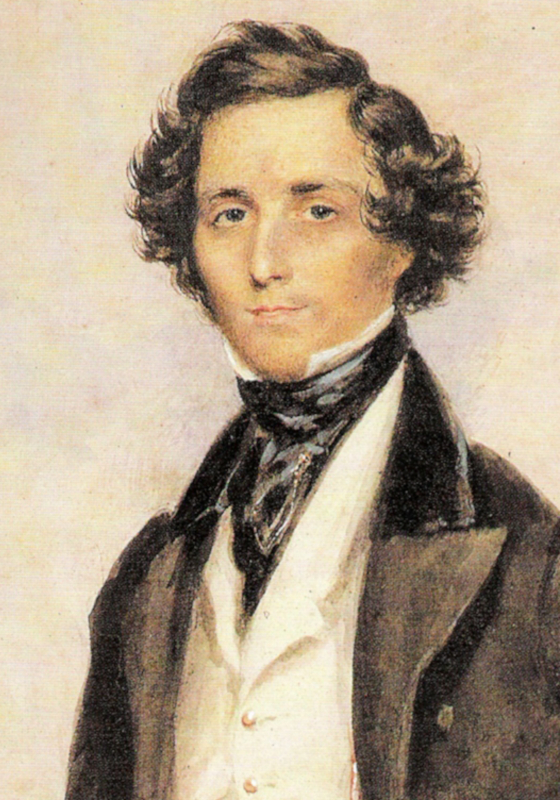
Мендельсон

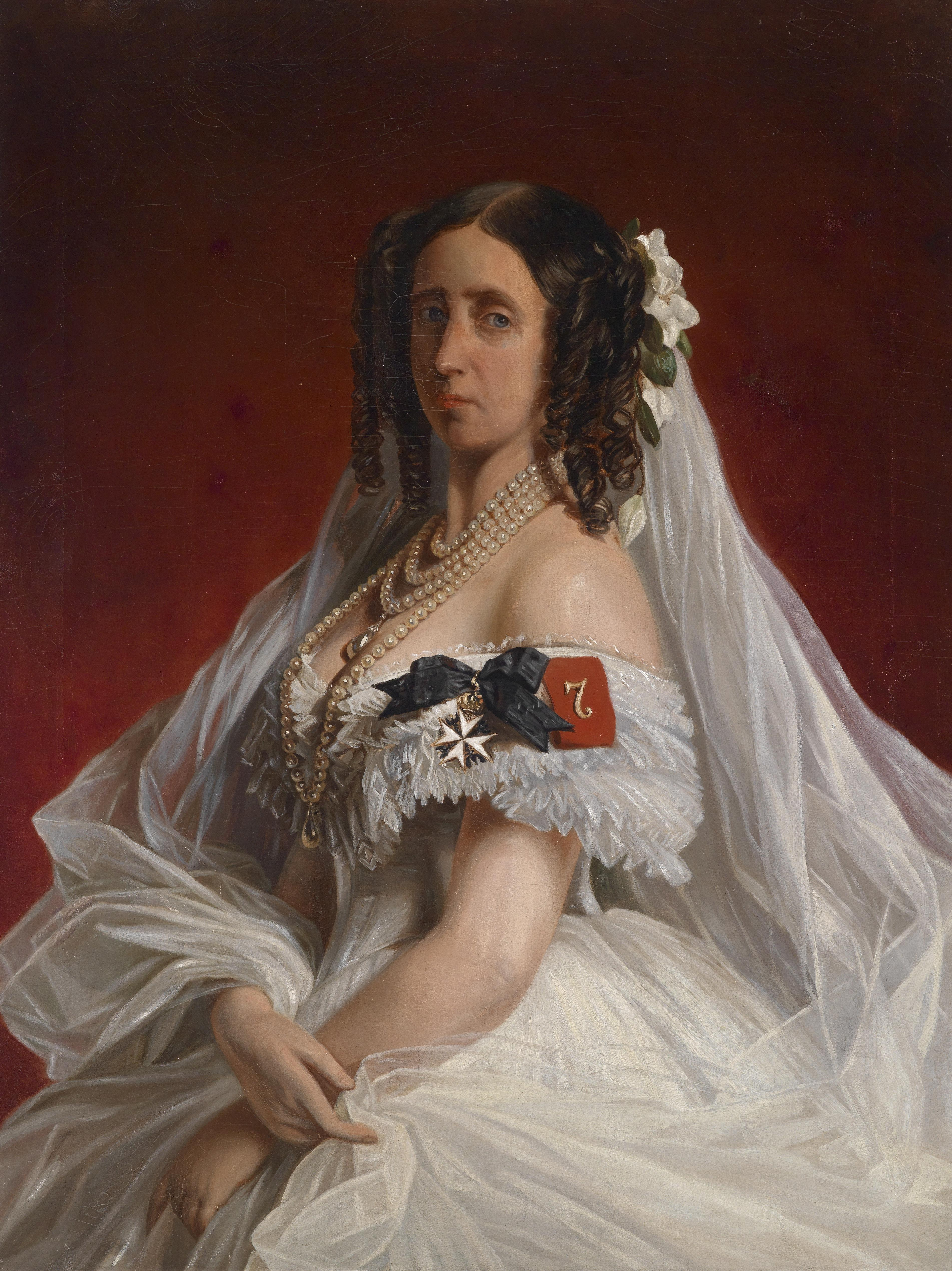
Мария Саксен-Веймар-Эйзенахская

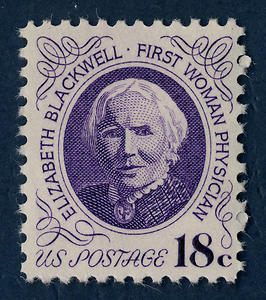
Элизабет Блэкуэлл

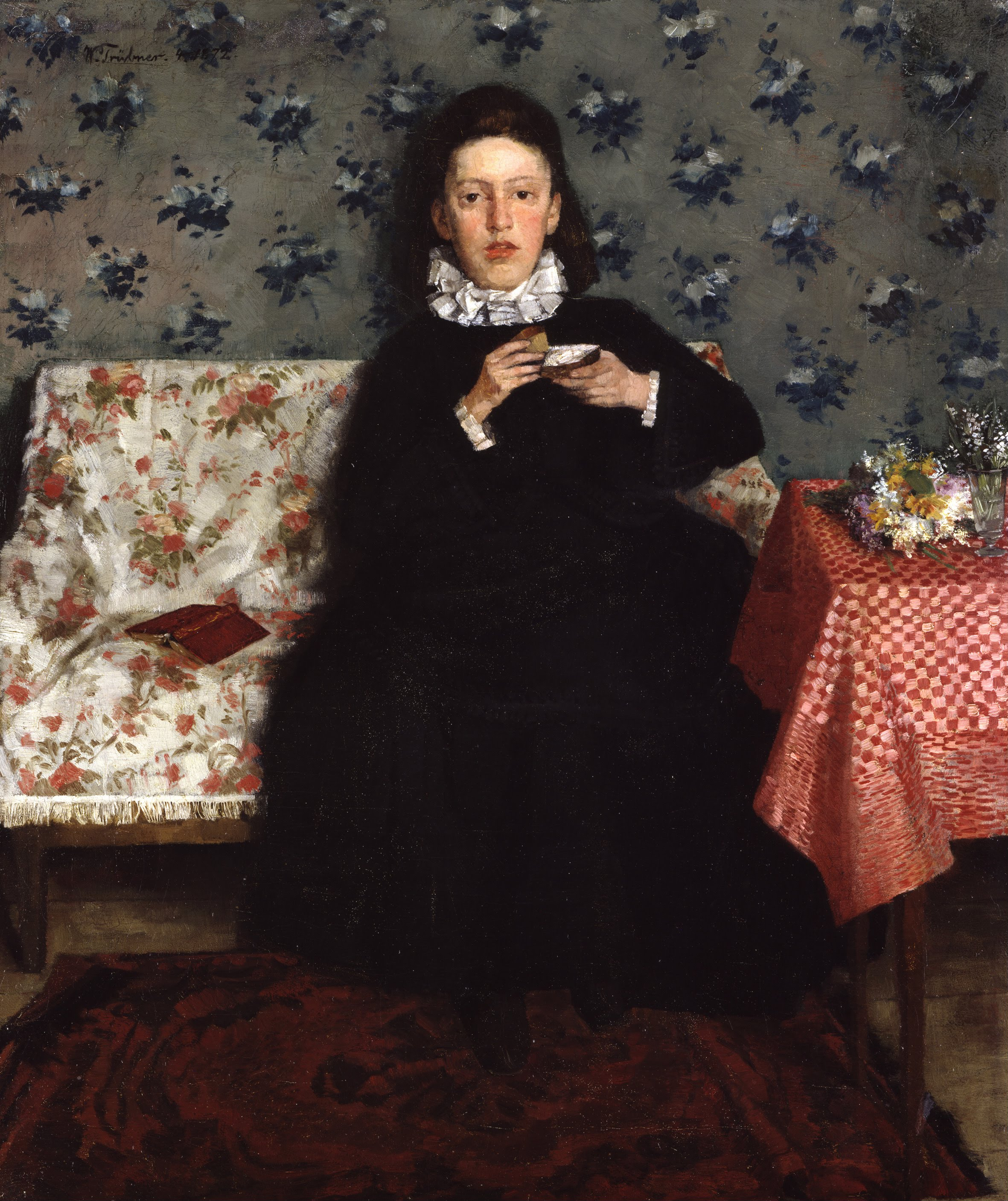
Генрих Трюбнер, В интерьере, 1872

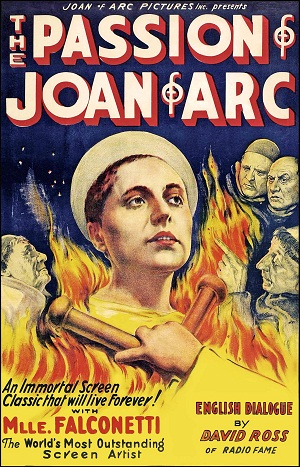
Плакат к фильму К. Т. Дрейера «Страсти Жанны д’Арк»

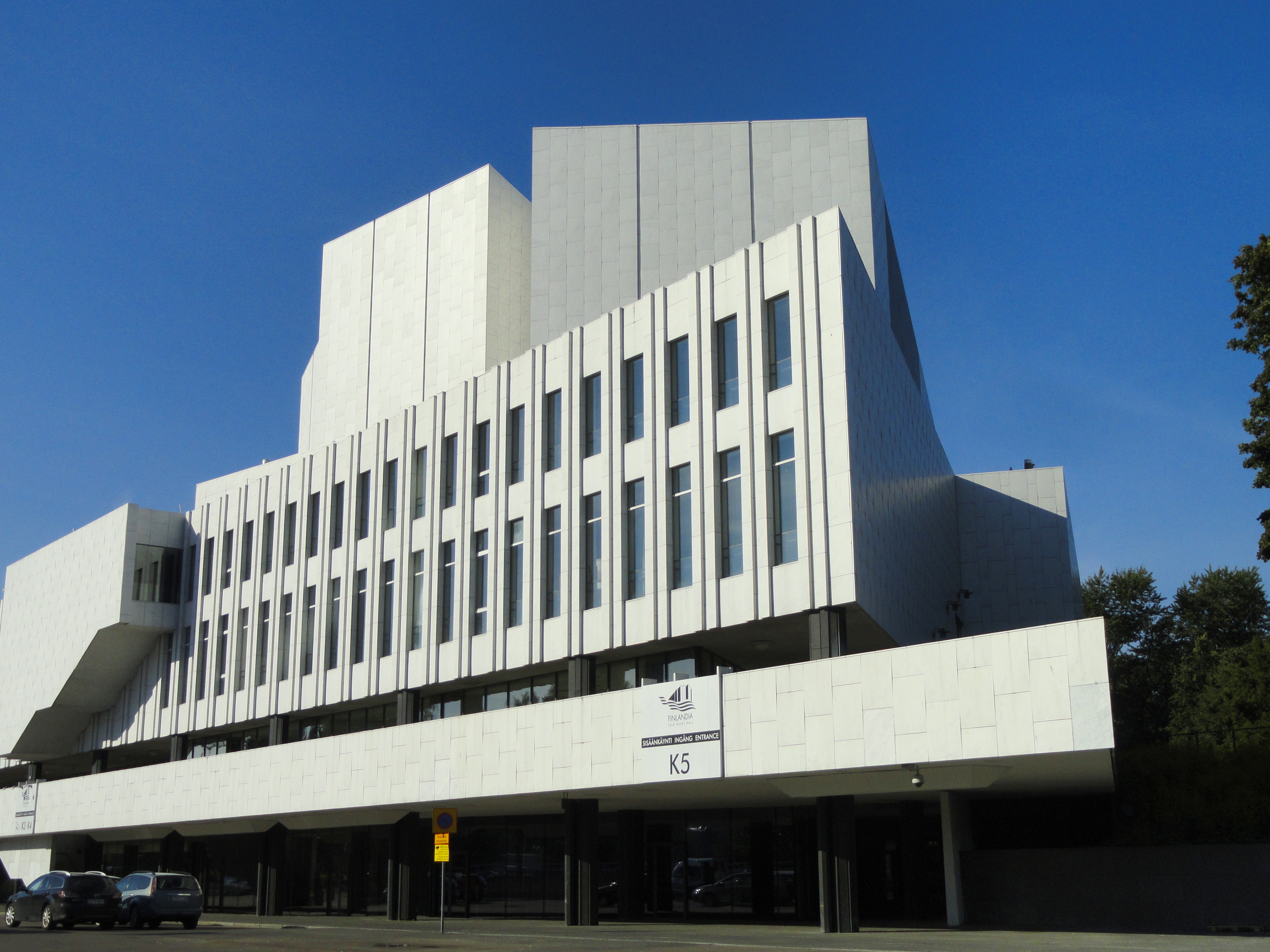
Алвар Аалто.
Дворец «Финляндия», Хельсинки (1967—1971)

- 1805 — Отто Теодор фон Мантейфель (ум. 1882), прусский государственный деятель, министр-президент (1850—1858), участник Парижского конгресса 1856 г.
- 1807 — Джозеф Джонстон (ум. 1891), бригадный генерал армии США и генерал армии Конфедератов во время Гражданской войны.
- 1808 — Мария Саксен-Веймар-Эйзенахская (ум. 1877), принцесса Саксен-Веймар-Эйзенахская, в браке — принцесса Прусская; внучка императора Павла I.
- 1809 — Феликс Мендельсон (ум. 1847), немецкий композитор, пианист, дирижёр, педагог.
- 1811 — Хорас Грили (ум. 1872), американский журналист и политик, баллотировавшийся на президентских выборах 1872 г.
- 1815 — Эдвард Джеймс Рой (убит или погиб в 1872), пятый президент Либерии (1870—1871).
- 1816 — Фредерик Вильям Робертсон (ум. 1853), английский богослов.
- 1821 — Элизабет Блэкуэлл (ум. 1910), первая женщина в США, получившая высшее медицинское образование.
- 1823 — Спенсер Фуллертон Бэрд (ум. 1887), американский орнитолог, ихтиолог и герпетолог.
- 1830 — Роберт Гаскойн-Сесил Солсбери (ум. 1903), британский государственный деятель, 44-й, 46-й и 49-й премьер-министр Великобритании (1885, 1886—1892, 1895—1902).
- 1845 — Эрнст фон Вильденбрух (ум. 1909), немецкий писатель, юрист и дипломат.
- 1848 — Йорген Гуннарсон Лёвланд (ум. 1922), норвежский политик и государственный деятель.
- 1849 — Нагида Руфь Лацарус (ум. 1928), немецкая писательница и журналист.
- 1851 — Генрих Трюбнер (ум. 1917), немецкий художник, живописец-портретист и пейзажист.
- 1852 — Юхо Лаллукка (ум. 1913), финский предприниматель и меценат.
- 1854 — Сергей Корсаков (ум. 1900), русский психиатр, создатель московской школы психиатрии.
- 1859 — Хуго Юнкерс (ум. 1935), немецкий инженер, изобретатель, авиаконструктор, основатель компании Junkers & Co.
- 1872 — Иван Фомин (ум. 1936), русский советский архитектор, педагог, историк архитектуры.
- 1874
  - Гертруда Стайн (ум. 1946), американская писательница, теоретик литературы.
  - Гуго Ялава (ум. 1950), финский и российский революционер, машинист паровоза, в октябре 1917 г. доставивший В. И. Ленина в Петроград.
- 1884 — Василий Агапкин (ум. 1964), русский военный дирижёр и композитор, автор марша «Прощание славянки».
- 1887 — Георг Тракль (покончил с собой в 1914), австрийский поэт.
- 1889 — Карл Теодор Дрейер (ум. 1968), датский кинорежиссёр и сценарист.
- 1894 — Норман Роквелл (ум. 1978), американский художник и иллюстратор.
- 1895 — Георгий Светлани (наст. имя Григорий Пиньковский; ум. 1983), советский актёр кино и эстрады.
- 1898 — Алвар Аалто (ум. 1976), финский архитектор и дизайнер.
- 1899 — Лао Шэ (наст. имя Шу Цинчунь; ум. 1966), китайский прозаик, драматург, публицист.

### XX век
- 1906 — Валентина Токарская (ум. 1996), советская актриса театра и кино, звезда Московского мюзик-холла и Театра сатиры, народная артистка РФ.
- 1909
  - Андре Кайат (наст. имя Марсель Трюк; ум. 1989), французский кинорежиссёр и сценарист.
  - Сергей Плотников (ум. 1990), актёр театра и кино, театральный режиссёр, народный артист СССР.
  - Николай Шатов (ум. 1992), первый советский штангист, превысивший официальный рекорд мира, чемпион Европы (1947).
- 1934 — Александр Петров (ум. 2011), основатель школы математического моделирования экономических систем, академик РАН.
- 1939 — Майкл Чимино (ум. 2016), американский кинорежиссёр, сценарист и продюсер, лауреат «Оскара», «Золотого глобуса».
- 1940 — Тимоти Питер Уайзман, британский историк-антиковед, профессор Эксетерского университета (1977—2001).
- 1941 — Эдуард Володарский (ум. 2012), советский и российский киносценарист, драматург и прозаик.
- 1944 — Александр Бородянский, советский и российский сценарист, кинорежиссёр и педагог.
- 1946 — Аркадий Драгомощенко (ум. 2012), русский поэт, прозаик, эссеист, переводчик.
- 1947 — Пол Остер (ум. 2024), американский писатель, переводчик, сценарист.
- 1960 — Йоахим Лёв, немецкий футбольный тренер, бывший футболист.
- 1963 — Илья Кричевский (погиб 1991), советский архитектор, один из трёх погибших защитников Белого дома во время августовского путча 1991 года. Герой Советского Союза (1991, посмертно).
- 1965
  - Клаус Зульценбахер, австрийский двоеборец, 4-кратный призёр Олимпийских игр.
  - Марьо Матикайнен, финская лыжница, олимпийская чемпионка, трёхкратная чемпионка мира, депутат Европарламента
  - Мора Тирни, американская актриса кино и сериалов, лауреат «Золотого глобуса».
- 1970
  - Уорик Дэвис, британский актёр.
  - Оскар Кордоба, колумбийский футболист, вратарь.
- 1971 — Сосо Липартелиани, грузинский дзюдоист, призёр Олимпийских игр (1996).
- 1974
  - Евгения Игумнова, российская актриса театра, кино, телевидения и озвучивания.
  - Флориан Руссо, французский велогонщик, трёхкратный олимпийский чемпион.
- 1976 — Айла Фишер, австралийская актриса.
- 1977
  - Дэдди Янки (наст. имя Рамон Луис Айяла Родригес), пуэрто-риканский певец, актёр, композитор и продюсер.
  - Марек Жидлицки, чешский хоккеист, чемпион мира (2005).
- 1978 
  - Жоан Капдевила, испанский футболист, чемпион мира (2010) и Европы (2008).
  - Беат Хефти, швейцарский бобслеист.
- 1982 — Вера Брежнева (урожд. Вера Галушка), украинская певица, актриса, телеведущая, экс-солистка группы «ВИА Гра».
- 1983 — Михал Шлезингр, чешский биатлонист.
- 1988 — Тимофей Лапшин, южнокорейский биатлонист, до 2017 года выступавший за Россию.
- 1994 — Малайка Михамбо, немецкая прыгунья в длину, олимпийская чемпионка (2020), чемпионка мира и Европы.

## Скончались
См. также: Категория:Умершие 3 февраля

### До XIX века
- 1252 — Святослав Всеволодович (р. 1196), великий князь владимирский, сын Всеволода Юрьевича, княживший в Новгороде, Суздале, Владимире.
- 1468 — Иоганн Гутенберг (род. между 1397 и 1400), немецкий первопечатник, изобретатель революционного метода печатания книг.
- 1687 — Эберхард Кейль (р. 1624), датский художник эпохи барокко.
- 1714 — Пьетро Антонио Фиокко (р. 1632), итальянский, затем нидерландский композитор и дирижёр.

### XIX век
- 1806 — Никола Ретиф де ла Бретонн (р. 1734), французский писатель.
- 1846 — князь Александр Шаховской (р. 1777), драматург, поэт, член Российской Академии.
- 1849 — Алексей Филомафитский (р. 1807), врач, один из основоположников русской физиологии.
- 1853 — Август Копиш (р. 1799), немецкий поэт, драматург.
- 1870 — Константин Данзас (р. 1801), генерал-майор русской армии, секундант А. С. Пушкина на дуэли у Чёрной речки.
- 1890 — Лаврентий Загоскин (р. 1808), российский морской офицер, исследователь Русской Америки.

### XX век
- 1919 — Эдуард Чарлз Пикеринг (р. 1846), американский астроном, академик.
- 1922
  - Джон Батлер Йейтс (р. 1839), ирландский художник, отец поэта, нобелевского лауреата У. Б. Йейтса.
  - Владимир Палладин (р. 1859), русский ботаник и биохимик, академик Петербургской АН.
- 1924 — Томас Вудро Вильсон (р. 1856), американский государственный деятель, 28-й президент США (1913—1921), лауреат Нобелевской премии мира (1919).
- 1925 — Оливер Хевисайд (р. 1850), английский математик, физик, предсказавший существование ионосферы.
- 1935 — Хуго Юнкерс (р. 1859), немецкий авиаконструктор и промышленник.
- 1951 — Август Хорьх (р. 1868), немецкий автоконструктор, один из пионеров автомобильной промышленности.
- 1956
  - Эмиль Борель (р. 1871), французский математик и политический деятель.
  - Роберт Йеркс (р. 1876), американский психолог, специалист в области изучения поведенческих мотивов животных.
- 1959
  - Винсент Астор (р. 1891), американский бизнесмен и филантроп.
  - погиб Ричи Валенс (р. 1941), американский певец, композитор и гитарист, один из пионеров рок-н-ролла.
  - Бадди Холли (р. 1936), популярный американский певец, один из пионеров рок-н-ролла.
- 1973 — Андре Барсак (р. 1909), французский художник, кинорежиссёр и сценарист.
- 1974 — Григорий Большаков (р. 1904), оперный певец (тенор), народный артист РСФСР.
- 1975 — Умм Кульсум (р. 1904), египетская певица, автор песен, актриса.
- 1979 — Николай Плотников (р. 1897), актёр театра и кино, режиссёр, народный артист СССР.
- 1989 — Джон Кассаветис (р. 1929), американский кинорежиссёр, актёр, сценарист.
- 1994
  - Анатолий Александров (р. 1903), советский физик, в 1975—1986 президент Академии наук СССР.
  - Филипп Лукин (р. 1913), композитор, хоровой дирижёр, народный артист РСФСР.
  - Георгий Щедровицкий (р. 1929), советский и российский философ, общественный и культурный деятель.
- 1997 — Михаил Якушин (р. 1910), советский футболист и хоккеист, футбольный тренер.
- 2000 — Алла Ракха (р. 1919), индийский музыкант, мастер игры на табла.

### XXI век
- 2005
  - Зураб Жвания (р. 1963), премьер-министр Грузии.
  - Эрнст Майр (р. 1904), американский биолог германского происхождения.
- 2006 — Валериан Боровчик (р. 1923), польский кинорежиссёр («Эммануэль-5», «Зверь», «Искусство любви»).
- 2009 — Павло Загребельный (р. 1924), украинский советский писатель.
- 2011
  - Татьяна Шмыга (р. 1928), советская и российская певица и актриса, народная артистка СССР.
  - Мария Шнайдер (р. 1952), французская актриса.
- 2012
  - Бен Газзара (р. 1930), американский актёр, режиссёр, сценарист.
  - Залман Кинг (р. 1942), американский продюсер, сценарист, режиссёр, актёр, оператор.
- 2013 — Оскар Фельцман (р. 1921), композитор, народный артист РСФСР.
- 2016
  - Александра Завьялова (р. 1936), советская и российская актриса театра и кино, заслуженная артистка РФ.
  - Саулюс Сондецкис (р. 1928), литовский скрипач, дирижёр, народный артист СССР.
- 2019 — Децл (наст. имя Кирилл Толмацкий; р. 1983), российский рэп-исполнитель.
- 2023 — Пако Рабан (р. 1934), французский модельер.
- 2024
  - Елена Рохо (р. 1944), мексиканская актриса театра и кино и фотомодель.
  - Виктор Эммануил Савойский (р. 1937), глава Савойского дома.

## Народный календарь, приметы и фольклор
Максимов день или Максим-исповедник.
- Если ясная погода, то это к ранней весне[5].
- Коли заря на Максима ясная, то следует ожидать морозы[6].